# 兴安岭隧道
兴安岭隧道，是中国内蒙古自治区呼伦贝尔市牙克石境内的一座铁路隧道，位于滨洲铁路上的新南沟站至兴安岭站区间，为双洞单线隧道，其中，上行（右线）隧道里程桩号为K559+295~K562+373，全长3,077.2米，于1904年启用，是当时中国最长的铁路隧道，内宽8米，高7米，隧道内线路坡度往满洲里方向为12‰上坡，线路高差为36.9米，西端出口最高海拔972.6米（旧俄制456沙绳）；下行（左线）隧道里程桩号为K559+259~K562+359，全长3,100米，于1991年启用。

## 历史

### 背景
1896年6月，清朝政府与沙皇俄国签订了《中俄密约》，允许俄国在中国境内的黑龙江和吉林地方建造铁路，到达海参崴。9月，条约生效，俄国取得了大清东省铁路（简称“东清铁路”）修建权。随后，俄国派出人员到中国境内勘测路线，几次改变设计方案，最后选定了满洲里－博克图－扎兰屯－齐齐哈尔一线。东清铁路西线（哈尔滨至满洲里）于1898年（光绪二十四年）3月设计完成，6月在哈尔滨和满洲里两端同时破土动工。

### 建设过程
1897年，沙俄工程师普罗新斯基第一次勘测线路时，曾提出修建坡度15‰，长2,559.6米（1,200沙绳）的隧道穿越兴安岭的设想。1899年3月，东清铁路第四施工区主任鲍恰洛夫工程师又进行了一次实地勘测，经过多次设计和论证，决定修建兴安岭隧道及其两端的接线工程。隧道以西的线路坡度较小，设兴安岭站；而以东的线路则坡度较大，山势陡峭，由雅鲁河谷至隧道东口需要逐渐加高路基，通过2公里多长的螺旋展线进入隧道，展线坡度为15‰。隧道于1900年初开工，东西两口同时开凿。
1900年7月，义和团运动爆发，隧道工程被迫停工；1901年3月26日恢复施工 ，并于8月建成了“Z”字形临时越岭线，由于坡度太大，当时行走这条临时线路的机车每次只能牵引5节货车，每天往返三次，将建筑材料、机械设备、发电设备等从哈尔滨运抵施工现场 。9月，开始使用运来的蒸汽机（锅驼机）作为动力，带动4台“伊特肖路式”压缩空气凿岩机进行挖掘。12月中旬，有3处竖井使用机械动力，同时发电厂已建成供电，提供施工动力电，从而加快了施工进度。1902年10月20日，导坑凿穿贯通。隧道顶部和两侧内壁的衬砌工程也相继开工。
当时修建隧道的施工队伍中除少数俄国技术人员外，绝大多数是中国工人。施工初期，完全依靠人工开凿，掘进速度缓慢。为加快掘进速度，在兴安岭西坡山顶向下开凿了6条竖井，分别向两个方向开凿，而开凿下来的岩石用马拉绞盘或机械卷扬机吊升至山顶运出。由于缺少衬砌隧道的工人，沙俄还特意从意大利招募了500名技术熟练的石匠，由沙俄工程师加彼伦督导；一年后，由于工作条件恶劣，生活环境艰苦，大部分意大利石匠弃工回国，最后只剩150人。
除此隧道外，还修筑了一条“新南沟隧道”，当时称之为“兴安岭石头瓮道”，是兴安岭螺旋展线的重要组成部分，长71.1米。
1902年10月20日，兴安岭隧道贯通 。1903年7月13日，铁路工程局总工程师尤戈维奇宣布东清铁路全线竣工，同时将全路移交东清铁路管理局正式营业，而此时隧道尚未完全竣工。同年秋天，日俄两国关系进一步紧张，沙俄出于军事上的目的，对隧道工程昼夜突击，加快工程进度 。1904年2月10日，日俄战争爆发，沙俄出于对日本作战的需要，在隧道内部尚未完工、螺旋展线路基极不稳固的情况下，于当日冒险放行了第一列军用专列通过，险些造成列车颠覆事故 。内部整修工程全部结束后，铁路工程局于2月17日将兴安岭隧道正式移交东清铁路管理局使用。1904年5月27日起，各种列车通过隧道运行。

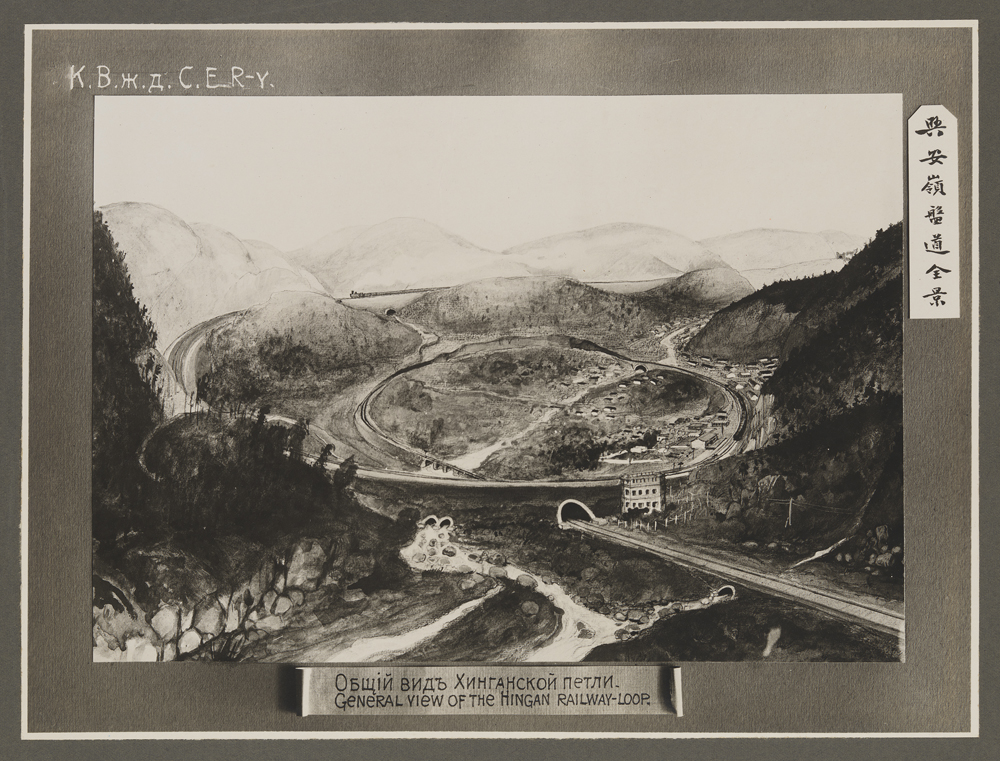
建成初期的兴安岭展线
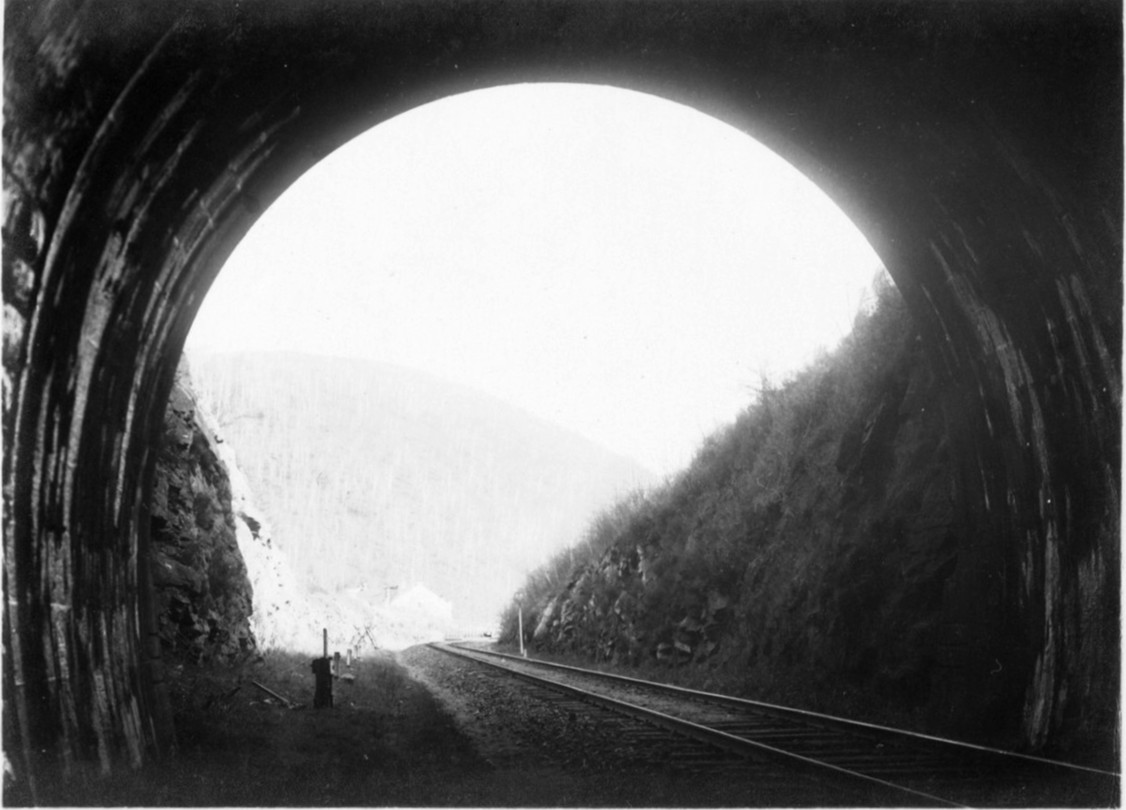
兴安岭隧道东口（1930年代）
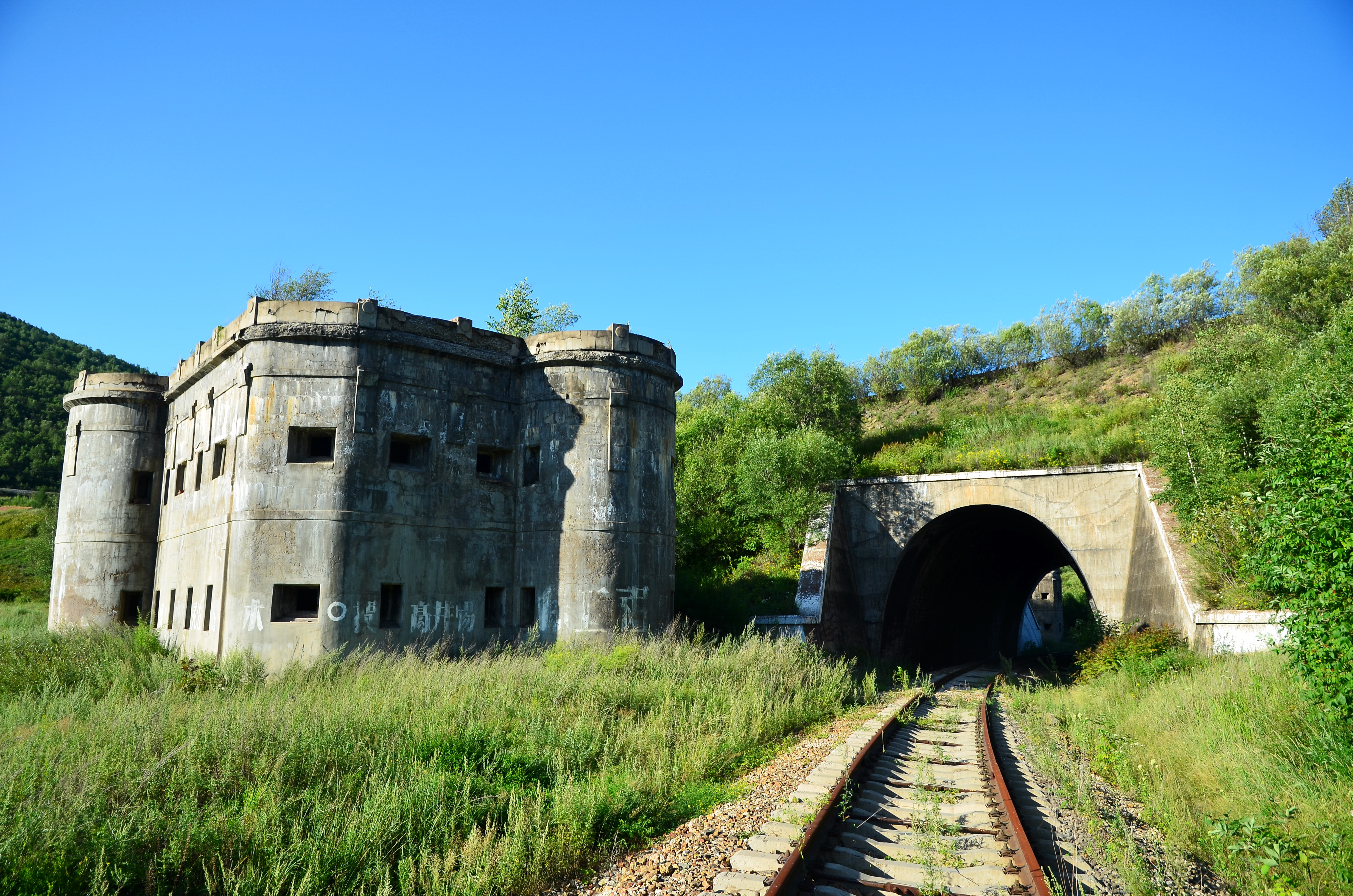
已经废弃的兴安岭展线新南沟隧道和炮楼（2011年）

### 事件
- 1932年11月29日，日本关东军混编第14旅团沿铁路线向博克图进攻，并企图穿过兴安岭隧道进入呼伦贝尔。东北民众救国军总司令苏炳文率部在兴安岭隧道进行抵抗，命少校营长张国政将两节装满石块的列车藏匿于隧道内，伺机利用隧道东口的下坡道撞击日军。日军在占领博克图后，乘装甲列车向兴安岭方向追击，行至隧道东部的螺旋展线时，发现线路已遭破坏，不得不停车抢修。此时，埋伏在隧道内的中国士兵立即将石块列车顺坡溜放，两节列车冲出隧道后，沿螺旋展线向日军装甲列车撞去，虽然疾驰而下的石块列车未能撞上装甲列车，但在脱线时触发地雷，造成包括荒木克業（日语：荒木克業）中尉在内的数十名抢修线路的日军士兵丧生。[5]荒木克業后被关东军追授大尉，并在新南沟立纪念碑。

- 1945年8月9日，苏联对日宣战，出兵中国东北。8月12日，苏联红军后贝加尔方面军36集团军一部攻占牙克石和免渡河后，沿铁路线向兴安岭隧道方向火速推进。为阻止苏军的进攻，日军在兴安岭隧道内密布地雷和炸药，企图当苏军逼近时实施引爆。但苏军迅速抢占隧道，使日军的计划来不及实施。苏军上尉叶夫麦诺带领38名工兵，凭借着手电筒的微弱光亮，在漆黑的隧道内排除地雷，经过8小时的努力，1,500多颗地雷和大量炸药被清除，使兴安岭隧道免遭破坏。[5]

- 1950年2月17日，毛泽东访问苏联后，从莫斯科启程回国，2月26日，安全抵达满洲里站。此时，国民党为了暗杀毛泽东，由毛人凤派出特务在兴安岭隧道埋放了美制微型地雷，试图炸毁其乘坐的专列，但被巡逻队提前发现并清除，同时当场击毙三名特务。[7]

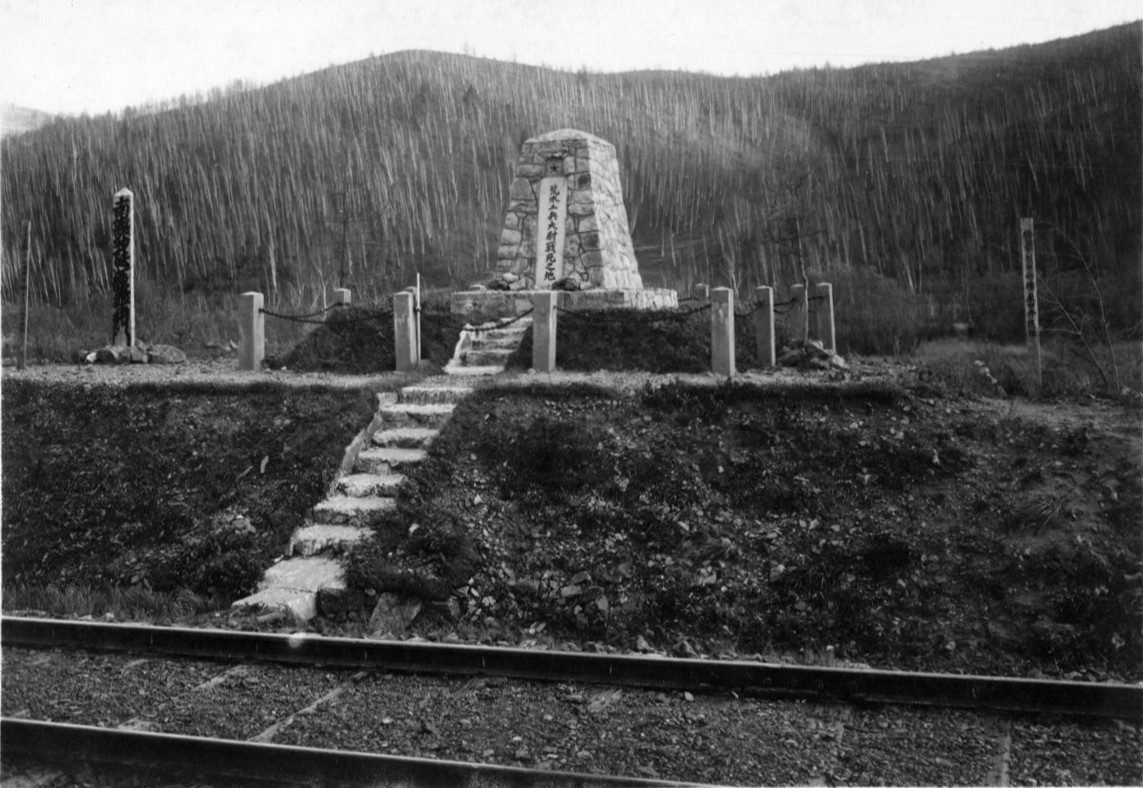
原荒木大尉纪念碑

### 扩建和改造
- 滨洲铁路改建为复线时，在原有隧道的北侧修建了一条新隧道，全长3,100米，于1991年5月15日投入使用。扩建后，新隧道用于下行列车通过，老隧道用于上行列车通过。[2]
- 兴安岭螺旋展线于2007年9月停止使用 [8]；2008年8月，它与兴安岭铁路隧道、博克图百年机车库、蒸汽机车水塔和百年段长办公室一起被公布为内蒙古自治区文物保护单位。[9]
- 2013年3月1日，中华人民共和国铁道部、内蒙古自治区人民政府、黑龙江省人民政府批复了“滨洲铁路电气化改造项目建议书”。兴安岭隧道被纳入工程规划，将进行电气化改造。[3]

## 事故
- 2005年11月7日凌晨3时左右，由哈尔滨开往满洲里的N91次列车通过兴安岭隧道时，由于内燃机车发生故障而停车，机车排出的废气通过空调进入车厢，造成大约100多名乘客一氧化碳中毒而入院，但没有人员死亡。[10]